# Waldemar Kita
Waldemar Kita (sinh năm 1953) là doanh nhân Ba Lan định cư tại Pháp. Năm 2007, ông là chủ sở hữu và chủ tịch của FC Nantes.

## Tiểu sử
Kita sinh ra ở Szczecin, Ba Lan. Ông thành lập công ty Cornéal vào năm 1986. Công ty ông phát triển trở thành công ty hàng đầu của Pháp và lớn thứ tư ở châu Âu, chuyên thiết kế và sản xuất thấu kính nội nhãn (Phakic IOL) để phẫu thuật đục thủy tinh thể và điều trị bệnh tăng nhãn áp. Tháng 12 năm 2006, Kita bán công ty Cornéal cho tập đoàn Allergan với giá 180 triệu euro.

## Bóng đá
Kita là người hâm mộ bóng đá cuồng nhiệt. Năm 1998, ông mua câu lạc bộ Thụy Sĩ FC Lausanne-Sport, năm 2001 ông bán câu lạc bộ này.
Năm 2007, ông mua câu lạc bộ Ligue 1 FC Nantes, đội 8 lần vô địch bóng đá Pháp. Kita được cho là đã trả khoảng 10 triệu euro để mua câu lạc bộ đang gặp khó khăn về tài chính vào thời điểm đó.
Ông được bình chọn là nhà điều hành xuất sắc nhất của Bóng đá Pháp năm 2014 do tạp chí danh tiếng France Football bình chọn.